# 卡奇內山
14°37′00″S 69°27′29″W / 14.61667°S 69.45806°W
卡奇內山（Qachini），是秘魯的山峰，位於該國東南部普諾大區，由聖安東尼奧德普蒂納省的阿納內阿區負責管轄，屬於阿波洛班巴山脈的一部分，海拔高度5,200米。